# Sir Kay
Sir Kay – jeden z rycerzy króla Artura. Był majordomem. Według jednej z wersji mitu pochodził z Kornwalii i był bratem mlecznym króla Artura. Miał magiczne zdolności min. potrafił przez dziewięć dni i nocy nie spać oraz tak samo długo przebywać pod wodą.